# Kabanjahe
Kabanjahe är en ort i Indonesien.   Den ligger i provinsen Sumatera Utara, i den västra delen av landet, 1 400 km nordväst om huvudstaden Jakarta. Kabanjahe ligger 1 196 meter över havet och antalet invånare är 57 159.
Terrängen runt Kabanjahe är lite kuperad.Runt Kabanjahe är det ganska tätbefolkat, med 222 invånare per kvadratkilometer. Kabanjahe är det största samhället i trakten. Omgivningarna runt Kabanjahe är en mosaik av jordbruksmark och naturlig växtlighet.